# Kepler Gedächtnishaus

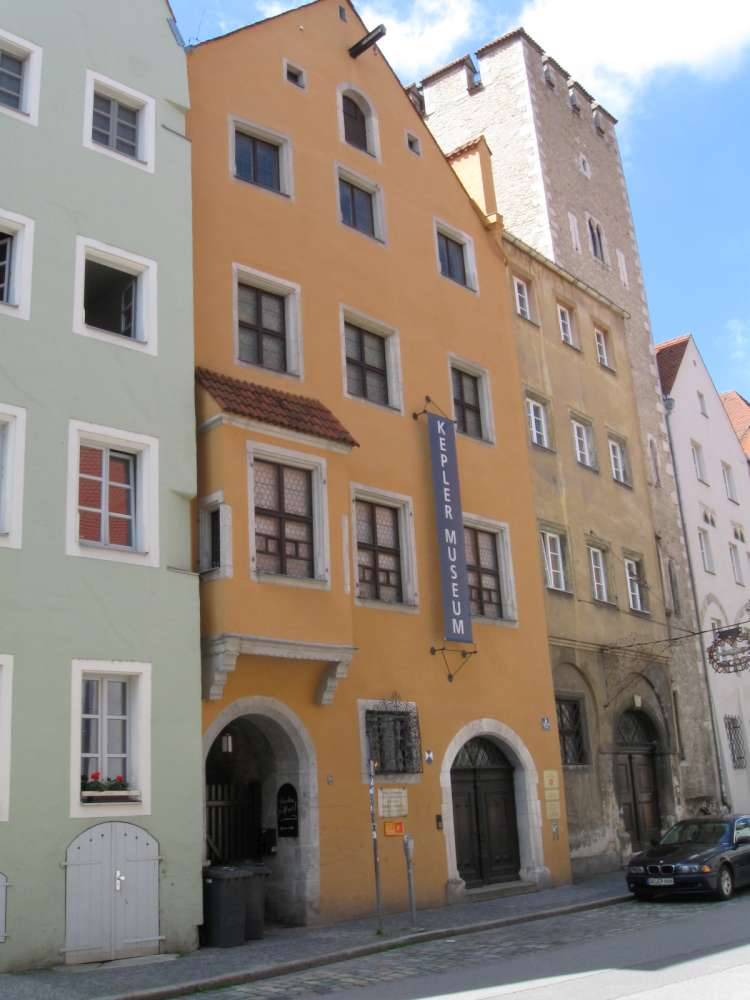
Kepler Gedächtnishaus

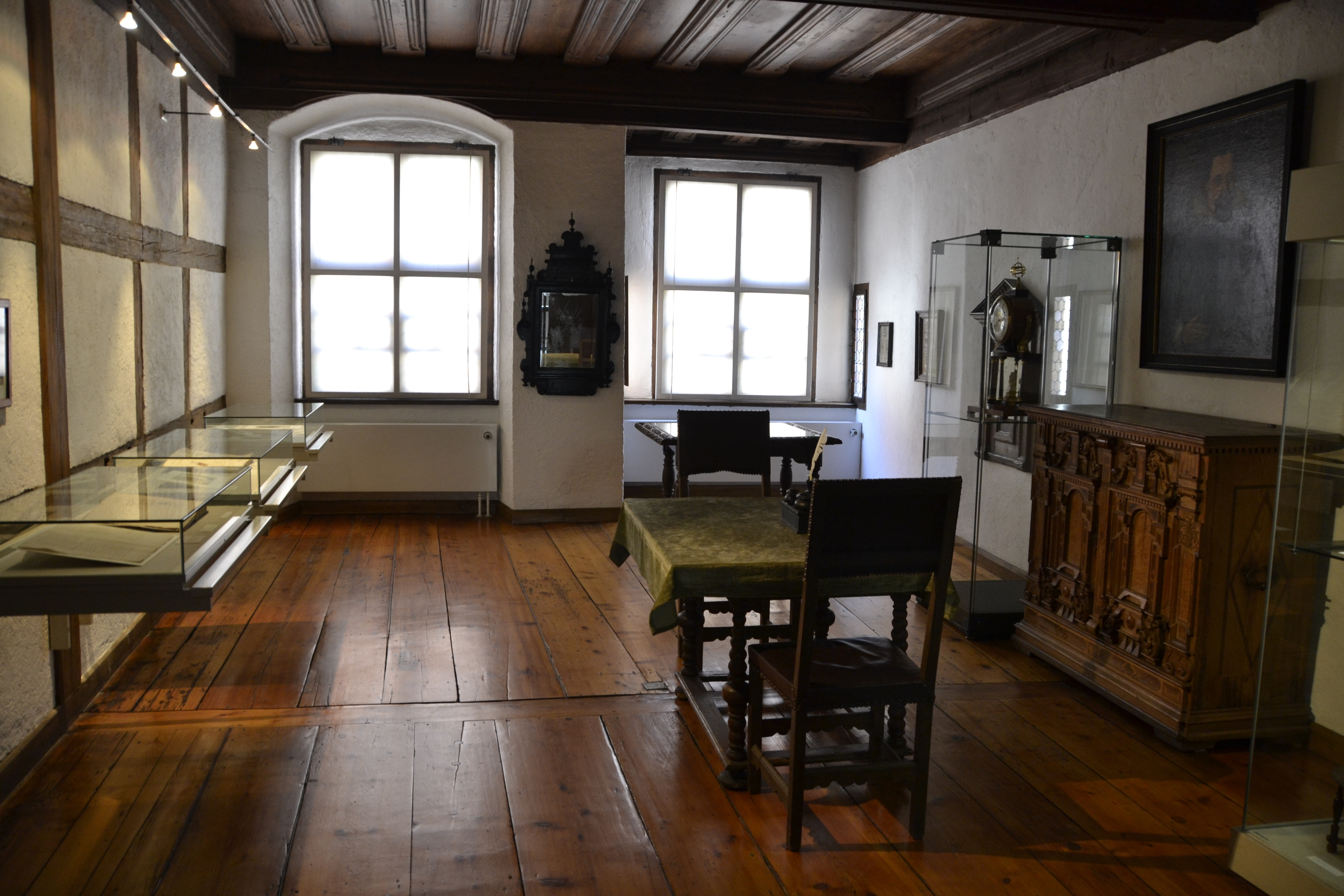
Schauraum im Kepler Gedächtnishaus

Das Kepler Gedächtnishaus in Regensburg ist das Sterbehaus des Astronomen Johannes Kepler. Kepler nahm im Herbst 1630 in dem Haus, das sich seit 1622 im Besitz des Kaufmanns Hillebrand Hilli befand, Quartier. Am 15. November 1630 starb Kepler hier.

## Gebäude
Das Haus geht auf eine mittelalterliche Hausburg zurück und gehörte zeitweise der Fernhandelsfamilie Runtinger. Bis ins 19. Jahrhundert befand sich in dem Haus das Gasthaus zum Goldenen Falken. 1959 konnte das baufällige Haus gerade noch vor dem Abbruch gerettet und saniert werden. Das Haus zeigt heute mit seinem Erker wieder das Aussehen wie im Jahr 1540. Seit 1961 ist hier ein Museum über den Astronomen untergebracht.
Das denkmalgeschützte Haus wurde bis 2023 durch das Architekturbüro Wandel Lorch Götze Wach saniert und um ein neues Eingangsgebäude erweitert.

## Museum
1961 wurde in dem Haus ein Museum zur Erinnerung an Kepler eingerichtet. Weil von dem ursprünglichen Mobiliar nichts erhalten war, wurden die Museumsräume mit süddeutschen und Regensburger Möbeln aus der Zeit Keplers ausgestattet. 2016 wurde das Gedächtnishaus von der Stadt Regensburg in document Kepler umbenannt. Als „documente“ bezeichnet die Stadt authentische historische Orte, die unterschiedliche Aspekte der Welterbestätte Altstadt von Regensburg mit Stadtamhof erläutern.
In der Vorhalle steht eine lebensgroße Marmorbüste Keplers von Philipp Jakob Scheffauer, die nach historischen Kupferstichen angefertigt wurde und ursprünglich für die Walhalla bestimmt war, dort jedoch nicht verwendet worden ist. Im ehemaligen Kontor des Handelsmannes werden die Lebensstationen Keplers und eine Bibliothek mit Werken Keplers gezeigt.
Im ersten Obergeschoss befinden sich die Wohn- und Schlafräume der Familie Kepler. Im Wohnraum sind neben Originaldokumenten Keplers und einem Himmelsglobus von Willem Janszoon Blaeu aus dem Jahr 1603 eine Kopie eines der wenigen authentischen Porträts des Astronomen zu sehen, nämlich des sog. Straßburger Bildnisses von 1620, ein Ölgemälde, das Kepler seinem Freund Matthias Bernegger geschenkt hatte.
Im zweiten Obergeschoss befindet sich der Festsaal des Kaufmannes, der Instrumente und Bewegungsmodelle zur Planetentheorie zeigt.